# 삼척 초당굴
삼척 초당굴(三陟 草堂窟)은 대한민국 강원특별자치도 삼척시에 위치한 석회암 동굴로 1966년 6월에 발견되었고, 1970년 9월 17일 대한민국의 천연기념물 제226호로 지정되었다. 주굴 길이 670m, 전체길이 920m이다.

## 개요
삼척 초당굴은 대형 동굴로, 총길이가 약 4km로 추정된다. 초당굴은 백색과 회백색, 연홍색의 석회암으로 되어 있고 수직굴과 경사로, 수평굴의 3단계 구조로 이루어져 있다. 이 동굴은 고생대 초기에 형성된 조선 누층군 풍촌 석회암층으로 이루어져 있다.
동굴 안에는 고드름처럼 생긴 종유석과 땅에서 돌출되어 올라온 석순, 종유석과 석순이 만나 기둥을 이룬 석주 등 다양한 동굴 생성물이 많다. 또한 크고 작은 연못이 연속적으로 전개되고 있다. 동굴속에는 지하수가 계속 흘러 밑바닥 아래층의 굴로 흐르고 있는데, 이곳에는 세계적으로 매우 희귀한 물김이 자생하고 있다.
삼척 초당굴은 대형 석회동굴로 종유석, 석순, 석주 등의 동굴 생성물이 화려할 뿐만 아니라, 세계적으로 희귀한 물김이 자라고 있어 학술적 가치가 매우 높다.
현재 초당굴은 동굴 생성물과 동굴 생물의 보호를 위해 공개제한지역으로 지정되어 있어 관리 및 학술 목적 등으로 출입하고자 할때에는 문화재청장의 허가를 받아 출입할 수 있다.

## 특징
삼척 초당굴은 3층 동굴로서 하층이 가장 길며, 큰 광장이 여러 곳에 형성되어 있고, 동굴 바닥 곳곳에 연못이 있으며 피압수가 마치 분수대 모양으로 여기저기서 솟아올라 아름다운 광경을 자아낸다. 동굴 내부에는 대규모의 종유석상이 발달되어 있어 장관을 이룬다. 이곳에는 물김, 종딱정벌레, 장님굴새우, 화석곤충 등 휘귀한 특수 생물이 서식하고 있으며, 대한민국 최초의 작은 석화가 발견되었던 곳이다.

## 참고 자료
- 삼척 초당굴 - 국가유산청 국가유산포털
- 이 문서에는 다음커뮤니케이션(현 카카오)에서 GFDL 또는 CC-SA 라이선스로 배포한 글로벌 세계대백과사전의 내용을 기초로 작성된 글이 포함되어 있습니다.